# آرون جونز (بازیکن فوتبال، زاده ۱۸۸۱)
آرون جونز (انگلیسی: Aaron Jones؛ 1881 – ۱۹۵۴ (۷۲−۷۳ سال)) بازیکن فوتبال اهل بریتانیا بود.
از باشگاه‌هایی که در آن بازی کرده‌است می‌توان به باشگاه فوتبال بارنزلی، باشگاه فوتبال نوتس کانتی، و باشگاه فوتبال بیرمنگام سیتی اشاره کرد.